# Georges Sabra

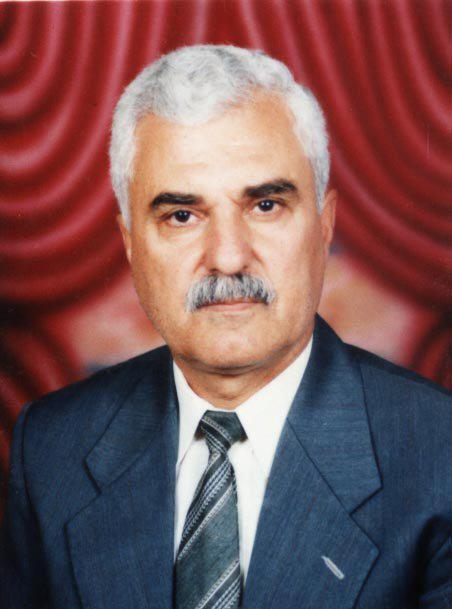
Georges Sabra 1993

Georges Sabra (arabisch جورج صبرا, DMG Ǧūrǧ Ṣabrā, * 11. Juli 1947 in Qatana, Rif Dimaschq, Syrien) ist ein syrischer Politiker, der der christlichen Minderheit angehört. Er wurde am 9. November 2012 in Katars Hauptstadt Doha zum Präsidenten des Syrischen Nationalrates gewählt, der größten Oppositionsgruppe im Land. Seine Vorgänger als Vorsitzender des Nationalrats waren Abdelbaset Sieda und Burhan Ghaliun.
Sabra ist als Mitglied der griechisch-orthodoxen Kirche ein arabischer Christ. Er studierte an der Universität Damaskus und promovierte 1971 in Geographie. 1978 absolvierte Sabra die Indiana University und erhielt einen Doktorgrad in „Technologische Bildungssysteme“. Er wirkte als Geographielehrer sowie Drehbuchautor und zählt zu den Mit-Entwerfern der arabischen Version von der Sesamstraße.
Von 1970 an bis 1995 war er Mitglied der sogenannten Politbüro-Faktion von Riad al-Turk in der Syrischen Kommunistischen Partei, ab 1985 als Mitglied des Zentralkomitees. Aufgrund dessen wurde er 1987 im Zuge einer Razzia des Assad-Regimes gegen die Partei erstmals inhaftiert. Sabra zählt zu den 250 Unterzeichnern der Damaszener Erklärung 2005. Mit Beginn der friedlichen Proteste 2011 gegen das Regime wurde er erneut festgenommen und erst nach einigen Monaten freigelassen.